# Joyeux Noël (film, 1954)
Pour plus de détails, voir Fiche technique et Distribution.
Joyeux Noël (Felices Pascuas) est un film espagnol réalisé par Juan Antonio Bardem et sorti en 1954.

## Fiche technique
- Titre original : Felices Pascuas
- Titre français : Joyeux Noël
- Réalisation : Juan Antonio Bardem
- Scénario : Juan Antonio Bardem, José Luis Dibildos et Alfonso Paso
- Photographie : Cecilio Paniagua
- Musique : Isidoro B. Maiztegui
- Montage : Margarita Ochoa
- Décors : Gil Parrondo et Luis Pérez Espinosa
- Son : Aurelio G. Tijeras
- Production : Exclusivas Floralva Producción
- Pays de production :  Espagne
- Durée : 83 minutes
- Date de sortie : 
  - Espagne : 13 décembre 1954[1]

## Distribution
- Julia Martínez
- Bernard Lajarrige
- Pilar Sanclemente
- Matilde Muñoz Sampedro
- Manuel Alexandre